# دارتوت صيادي (مقاطعة غيلانغرب)
دارتوت صيادي (بالفارسية: دارتوت صیادی) هي قرية تقع في منطقة مركزية ريفية في إيران.